# 戀腋窩
戀腋窩（英語：Armpit fetishism）是一種戀物癖形式，指個人對腋窩有性的偏好，這可能會致使腋交（使用腋窩進行性行為）

## 氣味

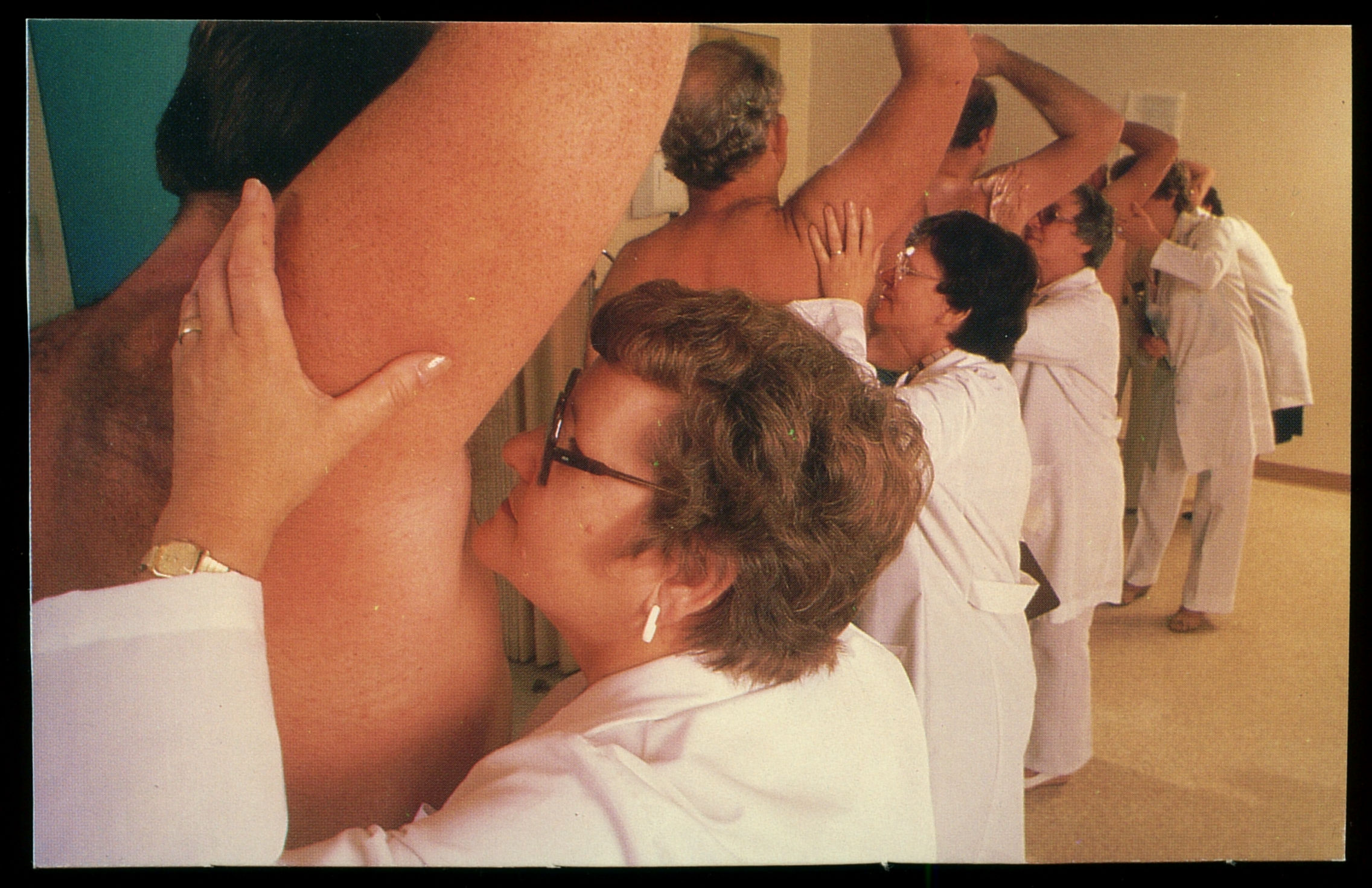
勞滕貝格實驗室 - 明信片 上的圖片

天生的體味是可以構成強而有力的性吸引力，而腋窩的氣味更是強烈。英國科學家阿雷克斯·康佛特認為，女人刮除腋毛是「源於無知的破壞行為」，這會削弱一項有力的性工具。他同時讚揚法國人在這方面的性意識更優於美國風行的除臭文化。
無論是正面或是負面的，一個人的腋窩、腋毛和分泌物都可以被視為是他性別氣質的重要組件。哈維洛克·艾利斯發現嗅聞自己的腋窩氣味可以短暫地提振自己的能量（不是指性慾）。

## 迷戀
對腋窩有迷戀的人通常喜歡嗅聞、親吻、舔拭、搔癢伴侶的腋窩，或是希望對方一段時間不要清潔腋窩、也不使用除臭劑。
腋窩和陰道本身及其氣味便可以構成戀物癖，佛洛伊德指出，當這種前戲完全取代了性行為時，這種戀物癖才會是有問題的。阿雷克斯·康佛特認為腋交「雖然不是個好方法，但若喜歡也未嘗不可」。然而如果男人對陰莖摩擦腋窩產生性癮，可能會導致性慾障礙。

## 大眾文化
- 法國小說家若利斯·卡尔·于斯曼將女性腋窩描述為「香料盒」，並描述了形形色色的女性腋窩氣味。[12]